# 横浜隼人中学校・高等学校
横浜隼人中学校・高等学校（よこはまはやとちゅうがっこう・こうとうがっこう）は、学校法人大谷学園が神奈川県横浜市瀬谷区阿久和南一丁目に設置する私立中学校・高等学校。校名は所在地の地籍上の地名「隼人」に由来する。
中高一貫教育を提供する併設型中高一貫校であり、高等学校においては中学校からの内部進学生徒と高等学校から入学した外部進学の生徒を第1学年から混合してクラスを編成する。

## 概要
1977年（昭和52年）に高等学校設立。中学校は1979年（昭和54年）設立。当初は男子校であった。初代校長である大谷卓郎の方針から、男子校時代には厳しい教育で知られた。1985年（昭和60年）の中学校男女共学化前後より教育方針は変化し、現在では一般的な男女共学の中高一貫校となった。野球部をはじめ運動部の部活動が盛んである（#運動部の実績を参照）。
高等学校の普通科は3コース（特別選抜、特進、進学コース）に分かれており、それぞれ公立上位校、中堅校の併願校のひとつであり、卒業生の大半が四年制大学に進学している。
校歌の作詞は川崎洋、作曲は黛敏郎。

### 設置形態
- 中学校
- 高等学校（全日制課程）
  - 普通科 - 進学コース、特進コース、特別選抜コース
  - 国際語科

横浜隼人中学・高校は部活動が盛んであり、中学硬式野球部横浜市5連覇、全日本出場。女子卓球部 高校総体出場 男子硬式野球部関東予選神奈川県第三位。女子硬式野球部甲子園優勝など。
横浜隼人中学・高校は神奈川のマンモス校と知られ中学・高校合わせると全校生徒約2000人を超える。
広いキャンパス内に広々と生徒たちが学べる環境が置かれている。

## 沿革
- 1977年（昭和52年）4月 - 男子校として、隼人高等学校が開校。
- 1979年（昭和54年）4月 - 男子校として、隼人中学校が開校。
- 1985年（昭和60年）4月 - 中学校が男女共学化、女子生徒募集開始。
- 1987年（昭和62年）4月 - 高等学校が男女共学化、女子生徒募集開始。
- 1988年（昭和63年）4月 - 隼人高等学校国際語科開設。
- 1993年（平成5年）4月 - 横浜隼人中学校・高等学校へ改称。
- 2009年（平成21年）8月 - 硬式野球部が夏の甲子園初出場。
- 2022年（令和4年）8月 - 女子野球部が全国高等学校女子硬式野球部選手権大会 初優勝。

## 施設
- 本館：事務局、理事長室、校長室、職員室、進路指導室、保健室、普通教室、選択教室、第1・2音楽室、LL教室、第1・2コンピュータルーム、被服室、美術室、第1・2調理室、理科室、図書室、4階講堂、食堂、風呂場、エレベーター
- 新1号館：職員室、面談室、普通教室、選択教室、特別教室、エレベーター
1号館は、2014年3月から4月にかけて解体され、跡地には本館と一体の建物となる新1号館が2015年に竣工した。
- 2号館：普通教室、理科室
2号館は、2015年11月からの工事によって解体された。
- 3号館：体育館、柔道場
- 4号館：体育館、講師室、選択教室
4号館は秀英高等学校の旧校舎である。
- 5号館
- 6号館：部室
5号館と6号館は2015年に改装された。
- 第1グラウンド、第2グラウンド、野球場、プール、部室棟

## 部活動
運動部
- 剣道
- 硬式テニス
- 水泳
- ソングリーディング
- 卓球
- バレーボール
- バドミントン
- 陸上競技
- 空手道
- 野球
- サッカー
- ソフトボール
- バスケットボール
- ラグビー（高校のみ）

文化部
- 囲碁・将棋部
- 演劇部
- 華道部
- 家庭部
- 合唱部
- ギター部
- 軽音楽部（高校のみ）
- 茶道部
- 写真部
- 新聞部
- 情報工学研究部
- 吹奏楽部
- 美術部
- 文芸部
- 漫画研究部
- 理科部
- レクリエーション部
- 歴史研究部
- 和太鼓部
- E.S.S

同好会
- 新体操同好会（高校のみ）
- 外国語学習同好会
- 競技かるた同好会
- ボランティア同好会
- アカペラ同好会（休部中）

### 運動部の実績
- 野球部のユニフォームは阪神タイガースとそっくりの縦縞のユニフォームで、1991年から監督を務める水谷哲也が熱烈な阪神ファンであることに由来する[1]。応援団も阪神と同じチャンステーマ（「チャンスわっしょい」「チャンス襲来」など）を使用している。2009年夏の神奈川大会決勝で桐蔭学園に延長11回の末6x-5でサヨナラ勝ちし、創部32年目で春夏通じて初めて甲子園に出場。2回戦で菊池雄星を擁する花巻東に敗退した[2]。また、毎年7月上旬にベンチ入りできない3年生の引退試合を横浜商大高と横浜スタジアムで行っている[3]。
- 軟式野球部は、2016年春に関東大会出場。夏は桐蔭学園と決勝で15回引き分け後の再試合で4-5で敗れ準優勝。2017年の夏も決勝で慶應義塾と対戦し、2年連続の準優勝。
- 県内唯一の女子野球部は、2010年8月に行われた第8回全国高等学校女子軟式野球選手権大会で初優勝。また甲子園で行われた第26回全国高等学校女子硬式野球選手権大会で初優勝した。
- 男女混合の新競技Baseball5のチームを男子硬式野球部、女子硬式野球部の選手で結成し、2025年1月開催の第2回Baseball5日本選手権ユースの部に3チーム（横浜隼人Aggressive、横浜隼人Brave Heart、NEXUS65）が出場し、横浜隼人Aggressiveが優勝[4]。Baseball5ユース日本代表に横浜隼人から平野将梧ら3選手が選出され[5]、2025年3月に台湾で開催された第2回ユースBaseball5アジアカップで優勝した[6]。同年の夏の甲子園の始球式では、アジアカップMVPの森本愛華（中京大中京）が投手、主将だった平野が捕手役を務め、横浜隼人のユニフォームが16年ぶりに甲子園に登場し注目を集めた[7]。
- 女子バレーボール部は旧春高バレーは1回出場している（第35回 1回戦敗退）。春高バレーは4回出場している（第72回、第75回 初戦敗退、第76回 準々決勝進出、第77回）。インターハイは2回出場（2022年、2023年）している。
- サッカー部は、2018年に横浜創英と対戦しPKで勝利。春のインターハイ神奈川県ベスト16、k3リーグ優勝、夏の選手権神奈川県ベスト16。

## 交通
出典 : 
鉄道
- 相鉄線希望ヶ丘駅より徒歩20分

路線バス
| 乗車駅           | 系統                   | 下車停留所           | 運行事業者 |
| ---------------- | ---------------------- | -------------------- | ---------- |
| 相鉄線二俣川駅   | 旭26・旭99             | 「善部第2」、徒歩4分 | ■相鉄      |
| 相鉄線希望ヶ丘駅 | 旭80・旭87・旭88・旭89 | 「隼人中学・高校」   | ■相鉄      |
| 戸塚バスセンター | 戸16                   | 「隼人中学・高校」   | ■神奈中    |
| 戸塚バスセンター | 戸13・戸17・戸19       | 「阿久和」、徒歩4分  | ■神奈中    |
| 相鉄線三ツ境駅   | 境01                   | 「阿久和」、徒歩4分  | ■神奈中    |

## 系列校
- 学校法人大谷学園

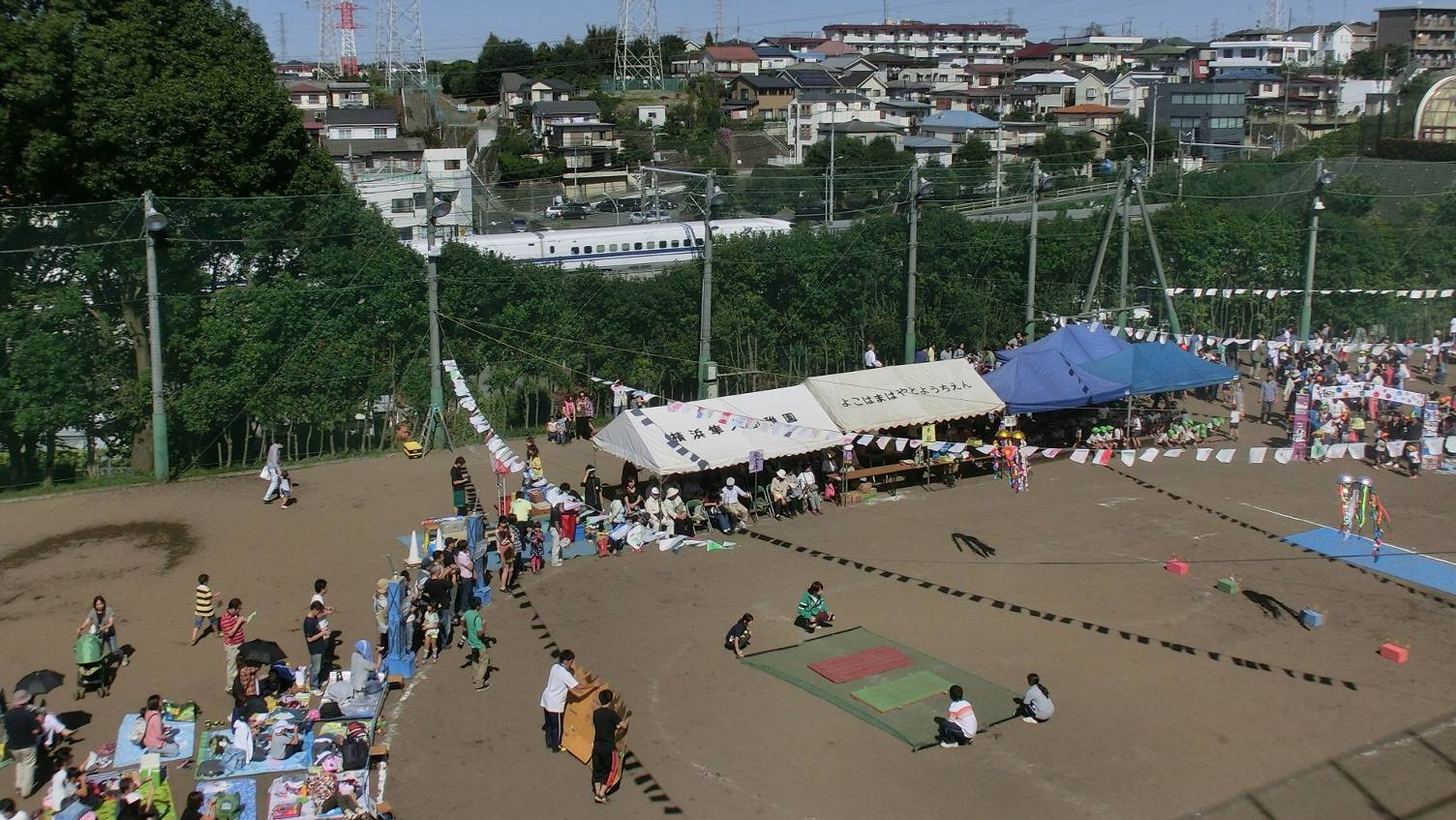
横浜隼人幼稚園の運動会と新幹線

  - 横浜隼人幼稚園 - 隣接しており、グラウンドのすぐ横を東海道新幹線が通過する。
  - 横浜高等教育専門学校
  - 清心女子高等学校（通信制過程）
  - 秀英高等学校（通信制過程）
  - 大谷学園幼稚園

## 著名な出身者

### 芸術・文化・芸能
- おばらよしお(エグスプロージョン(ダンサー))
- 千々和竜策（声優）
- 高岡由美子（モデル）
- 宇賀那健一（俳優）
- 小山慶一郎（NEWS）2年次に神奈川県立相武台高等学校へ転校
- 不動らん（漫画家）
- 葛西蘭（アイドル）
- 黒川きらら（元AV女優

### スポーツ
野球
- 小宮山慎二
- 鈴江彬
- 左沢優
- 宗佑磨
- 青山美夏人
- 佐藤一磨
- 加藤大

排球
- 長野有紗

## 著名な教職員・関係者
- 水谷哲也・山本秀明・佐々木洋（野球部元監督・コーチ）